# موش زمستان‌خواب لورین
موش زمستان‌خواب لورین (نام علمی: Graphiurus lorraineus) نام یک گونه از سرده موش زمستان‌خواب آفریقایی است.